# Coppa del mondo di ciclismo su strada femminile 1998
La Coppa del mondo di ciclismo su strada femminile 1998 (en.: 1998 UCI Women's Road World Cup), prima edizione della competizione, prevedeva sei eventi tra il 29 marzo e il 27 settembre 1998.
La lituana Diana Žiliūtė si aggiudicò il titolo individuale.

## Corse
| # | Data         | Corsa                                      | Vincitrice             | Squadra                   | Leader della CdM    |
| - | ------------ | ------------------------------------------ | ---------------------- | ------------------------- | ------------------- |
| 1 | 29 marzo     | Sydney World Cup                           | Deirdre Demet-Barry    | Saturn Cycling Team       | Deirdre Demet-Barry |
| 2 | 7 giugno     | Liberty Classic                            | Petra Rossner          | Québec-Air Transat        | Deirdre Demet-Barry |
| 3 | 13 giugno    | Coupe du Monde de Montréal                 | Diana Žiliūtė          | Ebly                      | Diana Žiliūtė       |
| 4 | 8 agosto     | Trophée International-Saint-Amand-Montrond | Alessandra Cappellotto | Acca Due O-Lorena Camicie | Hanka Kupfernagel   |
| 5 | 13 settembre | Tour Beneden-Maas                          | Diana Žiliūtė          | Ebly                      | Diana Žiliūtė       |
| 6 | 27 settembre | Damen-Weltcup Grand Prix Tell              | Zulfia Zabirova        | Acca Due O-Lorena Camicie | Diana Žiliūtė       |

## Classifiche
| Pos. | Corridore              | Squadra    | Punti |
| ---- | ---------------------- | ---------- | ----- |
| 1    | Diana Žiliūtė          | Ebly       | 271   |
| 2    | Alessandra Cappellotto | Acca Due O | 134   |
| 3    | Deirdre Demet-Barry    | Saturn     | 126   |
| 4    | Elisabeth Vink         |            | 87    |
| 5    | Edita Pučinskaitė      |            | 87    |
| 6    | Petra Rossner          | Québec-Air | 84    |
| 7    | Zul'fija Zabirova      | Acca Due O | 75    |
| 8    | Catherine Marsal       |            | 75    |
| 9    | Jeannie Longo          |            | 63    |
| 10   | Karen Bliss-Livingston |            | 59    |